# Heather Tocquigny
 (juin 2011).
Si vous disposez d'ouvrages ou d'articles de référence ou si vous connaissez des sites web de qualité traitant du thème abordé ici, merci de compléter l'article en donnant les références utiles à sa vérifiabilité et en les liant à la section « Notes et références ».
Heather Tocquigny est une actrice et danseuse américaine née le 12 mars 1985 à Houston.

## Biographie
Heather est né à Houston le 12 mars 1985, au Texas et a grandi à Boulder, dans le Colorado. Elle a commencé à danser sur scène depuis l'âge de cinq ans. Heather a déménagé à Los Angeles en 2008 pour entrer à l'Université de Californie du Sud, où elle a juste obtenu un baccalauréat d'arts en théâtre. Depuis emballage Jeux Dark, Heather a tourné aussi dans des films d'horreur tel que Insidious en 2011. Elle jouera un rôle moteur dans un film inspirant softball l'automne 2011. Elle continue d'étudier avec Jeffery Brooks et est représenté par Henderson et Romo.

## Filmographie
- 2009 : Un vœu pour être heureux (The Wishing Well) de David Jackson : Erin